# 앨버트 슐츠

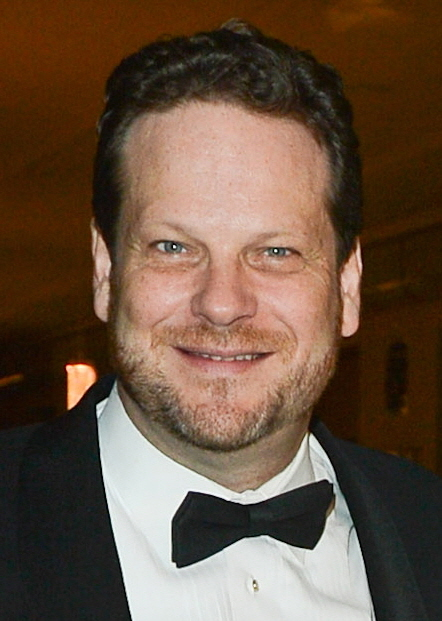

앨버트 슐츠(Albert Schultz, 1963년 7월 30일 ~ )는 캐나다의 배우, 텔레비전 배우이다.

## 감독
- 세일즈맨의 죽음
- 십이야
- 고도를 기다리며[1]

## 영화
- 아쿠아리스 (1987년)